# Мулерман, Вадим Иосифович
Вади́м Ио́сифович Мулерма́н (укр. Вадим Йосипович Мулерман; 18 августа 1938 года, Харьков, УССР, СССР — 2 мая 2018 года, Нью-Йорк, Нью-Йорк, США) — советский эстрадный певец (баритон), заслуженный артист РСФСР (1978). Заслуженный артист Украины (2007).
В 1960-х годах — популярный эстрадный певец в СССР. Первый исполнитель песен «Лада» (В. Шаинский — М. Пляцковский), «Трус не играет в хоккей» (А. Пахмутова — С. Гребенников, Н. Добронравов), «Как хорошо быть генералом» (В. Гамалия — М. Танич), «Гуцулочка» (Д. Тухманов — С. Островой), «Приснилось мне» (А. Бабаджанян — Р. Рождественский), «Август» (Я. Френкель — И. Гофф).

## Биография

В. Мулерман и В. Круглова в 302-м мотострелковом полку подполковника А. А. Дорофеева. ГСВГ, ГДР 1979.

Вадим Мулерман родился 18 августа 1938 года в Харькове в еврейской семье. 
После окончания средней школы он поступил в Харьковский механико-технологический техникум, где параллельно с учёбой принимал участие в художественной самодеятельности.
Затем была школа-студия при Харьковском театре имени Тараса Шевченко. Юному Вадиму Мулерману прочили большое актёрское будущее. Он принимал участие в нескольких спектаклях театра, его имя всегда одним из первых значилось на театральных афишах. Но тяга к музыке всё же взяла своё: Вадим поступил на вокальное отделение Харьковской консерватории (П. Голубев, В. Монахов). Доучиться в консерватории Вадиму не удалось — ему пришла повестка с призывом на воинскую службу. А это значит, что на несколько лет надо забыть о музыке. В это время в Харькове с выступлениями находится великий певец Сергей Яковлевич Лемешев. Вадиму удалось встретиться с ним. Прослушав молодого певца, Лемешев позвонил командующему Киевским округом и договорился о том, чтобы Мулерман проходил службу в Ансамбле песни и пляски. И в течение 1961—1964 годов Вадим Мулерман был солистом ансамбля Киевского военного округа. Закончив службу, Мулерман продолжает обучение в Ленинградской консерватории. Дебютировал на эстраде в 1963 году в Харькове, затем работал с оркестрами Мурада Кажлаева, Леонида Утёсова, Анатолия Кролла, Юрия Саульского, в Москонцерте и Росконцерте.
Известность к Вадиму Мулерману пришла в 1966 году: он стал лауреатом Всесоюзного конкурса артистов эстрады с песней «Хромой король» (А. Дулов — М. Карем). Из-за идеологической цензуры, усмотревшей в песне намёк на политическое руководство Советского Союза, пришлось исключить из песни последний куплет и изменить название на «Король-победитель».
Гастрольные поездки, активная концертная деятельность, участие в телевизионных программах, а также победы на песенных конкурсах способствовали росту популярности В. Мулермана. В 1968 году главным хитом года стала песня Владимира Шаинского и Михаила Пляцковского «Лада», которую исполнил Вадим Мулерман. Песня была настолько популярной, что многие девочки, родившиеся в этот год, получили это имя. Впоследствии «Ладой» был даже назван экспортный вариант автомобиля «Жигули».
К концу 1960-х годов Мулерман стал одним из самых узнаваемых и популярных исполнителей лирической и гражданской советской песни.
В 1971 году по решению председателя Государственного комитета Совета Министров СССР по телевидению и радиовещанию С. Г. Лапина, Мулерман был отстранён от эфира, ему также была запрещена концертная деятельность. Причиной конфликта явилось включение Мулерманом в репертуар нескольких еврейских песен на фоне политического противостояния СССР и Израиля, а также некоторые неприятные моменты творческой деятельности певца, связанные с «сомнительными путями распространения билетов и организации концертов». Впоследствии, благодаря содействию министра культуры СССР Е. А. Фурцевой, концертные выступления Мулерману были вновь разрешены, однако доступ к теле- и радиоэфиру вернуть не удалось.
Мулерман должен был исполнять песню к телефильму «Семнадцать мгновений весны». Режиссёр Татьяна Лиознова попросила его петь не «своим голосом», а подстроиться под Тихонова. С этой задачей артист справился блестяще. Но именно в то время разразился скандал вокруг его «еврейского» репертуара. В итоге песню в «Семнадцати мгновениях» спел давний соперник Мулермана по сцене — Иосиф Кобзон, на бывшей жене которого был женат Мулерман. После этого певцы ни разу не выступали в одном концерте.
В 1974 году Мулерман стал солистом и художественным руководителем ВИА «Ребята с Арбата» под управлением Н. Крупышева (саксофон), представлявшем Росконцерт. В 1978 году Мулерману присвоили звание заслуженного артиста РСФСР.
В 1987 году артист окончил режиссёрский факультет музыкальных театров ГИТИСа.

### Отъезд в США
В 1991 году Мулерман по личным мотивам (из-за болезни брата) выехал в США, где организовал детский музыкальный театр.
В 1996 году выступил в телепередаче «Золотой шлягер» с песней «Лада». Началось его возвращение к активной эстрадной деятельности после многолетнего перерыва. 20 октября 1996 года состоялся сольный концерт на лучшей эстрадной площадке Москвы — в киноконцертном зале «Россия».
18 октября 1998 года Мулерман дал концерт в Нью-Йорке по случаю своего 60-летия.
В 2000 году Мулерман, наряду с Эдитой Пьехой, Ниной Бродской, Людмилой Сенчиной, Эдуардом Хилем, Николаем Гнатюком, Ядвигой Поплавской и Александром Тихановичем, принял участие в Международном фестивале «Звёзды нашего века», который прошёл по многим городам США.
В 2004 году в России в серии "Золотая коллекция «Ретро» был выпущен компакт-диск с песнями Мулермана, которые он исполнял в 1966—1979 годах.

### Возвращение в Харьков

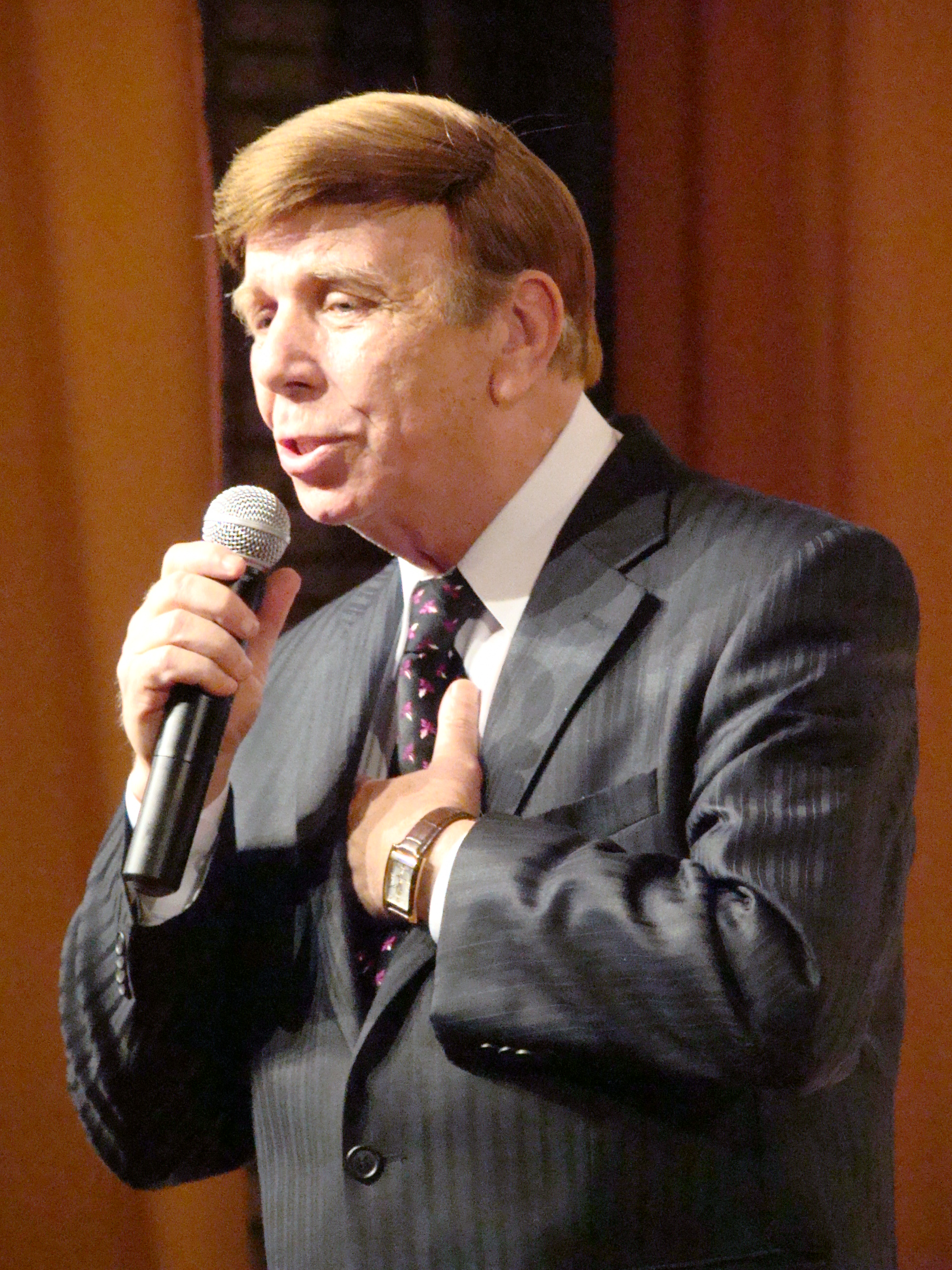
Вадим Мулерман на концерте в честь 90-летия ВЛКСМ в ДК "Юбилейный" (г. Александров)

С 2004 года жил в Харькове и работал в созданном им молодёжном Театре песни. В 2005 году был назначен советником председателя Харьковской областной государственной администрации по вопросам культуры.
В 2007 году вышел MP3 диск, состоящий из 123 песен певца.
С 2008 года Мулерман почётный гражданин города Скадовск, Украина. В 2008 году Мулерман был гостем программы Олега Нестерова «По волне моей памяти». Во многих городах прошли его юбилейные концерты «Хмуриться не надо, ладно?!». В этих концертах принимал участие ВИА «Верные друзья» под руководством Владимира Овчинникова.
11 мая 2009 года в Курском драматическом театре завершился конкурс «Созвездие молодых», посвящённый памяти известного курского режиссёра, заслуженного работника культуры РФ Владислава Кутыкина. Финальный тур конкурса возглавлял Мулерман. 14 ноября 2009 года Мулерман выступил на концерте в большом зале Курской филармонии в рамках проекта «Звёзды ретро». В 2010 году в программе Первого канала «Достояние республики» Вадим Мулерман исполнил свой хит «Лада».

### Последние годы жизни
Возвращение в США. Болезнь и смерть
После событий 2014 года Вадим Мулерман вернулся в США.
Перенёс инсульт и два инфаркта. В январе 2015 года Мулерману в США выполнили успешную кардиологическую операцию.
В 2017 году на «Первом канале» вышел очередной выпуск программы «Пусть говорят», героями которой стали Мулерман с супругой. Они рассказали о том, как скромно живут в США. Супруги снимали квартиру в Бруклине.
Вадим Мулерман умер ночью на 80-м году жизни 2 мая 2018 года в госпитале в Нью-Йорке, где жил последние годы. Причиной смерти стало онкологическое заболевание. 4 мая состоялось прощание в Нью-Йорке. Траурная церемония прошла в похоронном доме на Кони-Айленде в Бруклине. Согласно воле Вадима Мулермана, его кремировали и похоронили на родине, в Харькове, рядом с родителями и братом.

## Исполнительский стиль
Голос Мулермана — лирический баритон мягкого матового тембра, с особенным шелестящим призвуком и выраженной тремоляцией, дикция с небольшим пришепётыванием. Манера исполнения — скромная, сдержанная, певец прекрасно владел нотами нижнего и среднего регистра баритона, пение сопровождалось мастерски аранжированным джазовым аккомпанементом. Мулерман всегда детально прорабатывал психологический рисунок песни, обыгрывая каждое произведение выразительной мимикой, актёрскими позами и жестикуляцией. 
Работая в жанре лирической песни, артист воссоздал романтический, вдохновенный образ, пользуется задушевными, интимными интонациями. Песни гражданственно-патриотического плана в исполнении Мулермана наполнялись человеческой теплотой, звучали без натужного пафоса, мягко и доверительно. 
На сцене Мулерман держался скромно, с большим уважением к зрителю.

## Семья
- Отец: Иосиф Ефимович, строитель
- Мать: Эмилия Израилевна, швея
- Первая жена: Иветта Чернова, диктор харьковского телевидения, умерла от рака в возрасте 26 лет.
- Вторая жена (прожили в браке 20 лет)[10]: певица Вероника Круглова, которая до этого была женой Иосифа Кобзона.
  - Дочь — Ксения, художник-дизайнер, как и мать, живёт в США. Замужем, есть сын[11].
- Третья жена: Светлана Литвинова (1972 г.р.), стюардесса.
  - Дочери — Марина (род. 19 марта 1998 г.), Эмилия (род. 30 августа 2003 г.)

## Популярные песни в исполнении В. Мулермана
- «Август» (Я. Френкель — И. Гофф)
- «Анюта» (Б. Ренский — П. Леонидов)
- «А я люблю» (В. Шаинский — В. Харитонов)
- «В секрете» (А. Двоскин — В. Харитонов)
- «Вернулось танго» (А. Шульга — В. Харитонов)
- «Ветер с луны» (И. Якушенко — Л. Дербенёв)
- «Виталий Палыч» (сл. и муз. Ю. Визбора)
- «Восточная песня» (Д. Тухманов — О. Гаджикасимов)
- «Голос сердца» (В.Дмитриев — М.Рябинин)
- «Гуцулочка» (Д. Тухманов — С. Островой)
- «Детство» (В. Шаинский — А. Осипова)
- «Если сердцем молод» (Е. Мартынов — А. Дементьев, Д. Усманов) '1974
- «Есть» (Д. Тухманов — М. Ножкин) '1969
- «Забеги на 5 минут» (Э. Колмановский — И. Шаферан)
- «Загадай желание» (А. Бабаджанян — Р. Рождественский)
- «Запоздалая любовь» (Э. Салихов — О. Гаджикасимов)
- «Звёзды на лугу» (А. Днепров — П. Леонидов)
- «Зовёт земля» (Е. Мартынов — А. Дементьев и Д. Усманов)
- «Как хорошо быть генералом» (В. Гамалия — М. Танич)
- «Колдовство» (А. Флярковский — Л. Дербенёв)
- «Король-победитель» (А. Дулов — М. Карем)
- «Лада» (В. Шаинский — М. Пляцковский)
- «Любви навстречу сделай шаг» (В. Антипин — А. Биануш; перевод Л.Дербенёв)
- «Магаданские снегурочки» (Р. Майоров — М. Пляцковский)
- «Маленькая зима» (Л. Гарин — М. Рябинин)
- «Марина» (Д. Тухманов — В. Егоров)
- «Младшие сестрёнки» (О. Фельцман — И. Шаферан) — дуэт с Вероникой Кругловой
- «Надоело» (Л. Гарин — М. Пляцковский)
- «Налетели вдруг дожди» (Д. Тухманов — В. Харитонов)
- «Не скажу» (М. Блантер — Е. Евтушенко)
- «Одна минута» (А.Нестеров — М. Пляцковский)
- «Останься, молодость» (Г. Мовсесян — Ф. Лаубе)
- «Память» (Ю. Саульский — П. Леонидов)
- «Песня любви» (Н. Иллютович — С. Капутикян)
- «Письмо отца» (Е. Мартынов — А. Дементьев и Д. Усманов)
- «Последнее письмо» (С. Туликов — М. Пляцковский)
- «Приснилось мне» (А. Бабаджанян — Р. Рождественский)
- «Про верблюда» (В. Кудрявцев — Ю. Полухин)
- «Разрешите познакомиться» (Д. Тухманов — И. Кохановский)
- «Рыжая метелица» (В.Добрынин — М.Пляцковский)
- «Скажи, зачем» (М. Долган — Е. Кримерман, рус. текст М. Рябинина)
- «Случайность» (А. Экимян — Е. Долматовский)
- «Судьба» (А. Бабаджанян — Р. Рождественский)
- «Сыну» (Б. Власов — Г. Поженян)
- «Тополиный пух» (Ю. Саульский — П. Леонидов)
- «Трудная любовь» (В. Гамалия — О. Гаджикасимов)
- «Трус не играет в хоккей» (А. Пахмутова — С. Гребенников и Н. Добронравов)
- «Ты прости» (А. Двоскин — В. Харитонов)
- «Утренний туман» (А. Морозов — М. Рябинин)
- «Человек рождается на свет» (Э. Колмановский — К. Ваншенкин)
- «Я вас люблю» (В. Добрынин — Н. Олев)
- «Я помню день» (Ю. Саульский — А. Поперечный)

## Признание и награды
- 2-я премия Всесоюзного конкурса исполнителей советской песни в г. Москве (1966) (разделена с И. Кобзоном);
- Заслуженный артист РСФСР (26 октября 1978 года) — за заслуги в области советского музыкального искусства[12];
- лауреат песенных Международных фестивалей в Братиславе (1968), Праге (1969), Гаване (1980);
- Заслуженный артист Украины (21 августа 2007 года) — за весомый личный вклад в укрепление авторитета Украины в мире, популяризацию её исторических и современных достижений и по случаю 16-й годовщины независимости Украины[13].